# Squatina heteroptera
Squatina heteroptera — акула з роду Акула-ангел родини Акулоангелові. Інша назва «непариста акула-янгол».

## Опис
Загальна довжина натепер невідомо. Найбільший екземпляр (голотип) становив 49 см. На думку дослідників ця акула може сягати 1 м або трохи більше. Голова помірно широка. Морда округла з невеликими вусиками. На голові та спині відсутні шипики. Очі помірного розміру, містяться на верхній частині голови. За ними розташовані великі бризкальця. Шкіряні вирости біля ніздрів гладенькі. Рот широкий, розташовано у передній частині морди. На кожній щелепі по 16 робочих зубів трикутної форми. Поверхня зубів гладенька. У неї 5 пар зябрових щілин. Тулуб сильно сплощений. Луска широка, її ширина у 2 рази більше за довжину, мають 4 кіля. Грудні плавці широкі, трапецеподібні. Має 2 спинних плавця, з яких передній більше за задній. також вони різняться за формою. Звідси походить інша назва цієї акули. Передній розташовано позаду черевних плавця, задній — ближче до хвостового плавця. Черевні плавці менш широкі за грудні, розташовані близько до останніх. Анальний плавець відсутній. Хвостовий плавець невеличкий, його нижня лопать дещо довша за верхню.
Забарвлення спини темно-коричневе. На верхній частині грудних плавців є по 2 круглих чорними плями і довільно розкидані білі цяточки.

## Спосіб життя
Тримається на глибині 157—164 м, на континентальному шельфі. Воліє до піщаних і мулисто-піщаних ґрунтів, куди заривається чатуючи на здобич. Полює біля дна, є бентофагом. Живиться дрібною костистою рибою, ракоподібними і головоногими молюсками. Атакує здобич із засідки.
Це яйцеживородна акула. Стосовно процесу парування і розмноження замало відомостей.

## Розповсюдження
Мешкає у південно-західній частині Мексиканської затоки (біля узбережжя Мексики).